# Adrien Rabiot
Adrien Thibault Marie Rabiot (* 3. April 1995 in Saint-Maurice) ist ein französischer Fußballspieler, der als Mittelfeldspieler bei Olympique Marseille in der Ligue 1 spielt.

## Karriere

### Vereine
Rabiot begann mit dem Fußballspielen im Oktober 2001 im Nachwuchs der US Créteil, der 2002 sich durch eine Fusion mit Lusitanos de Saint-Maur in US Créteil Lusitanos umbenannte. 2003 zog es ihn zu UJA Alfortville. Bereits nach nur einem Jahr kehrte er zu US Créteil-Lusitanos zurück. Von dort wechselte Rabiot 2008 in den Nachwuchs von Manchester City. Kurze Zeit später ging er abermals zur US Créteil-Lusitanos zurück. Nach nur einem Jahr zog ihn es in die Jugend des FC Pau. 2010 wechselte er dann zu Paris Saint-Germain.
Zur Saison 2012/13 unterschrieb Rabiot seinen ersten Profivertrag mit Laufzeit bis zum 30. Juni 2015 und rückte in den Profikader auf. Er gab sein Profidebüt am 26. August 2012, als er am dritten Spieltag gegen Girondins Bordeaux gleich in der Anfangself aufgeboten wurde. Am 6. November 2012 gab er sein Europapokaldebüt, als er im Champions-League-Gruppenspiel gegen Dinamo Zagreb ebenfalls in der Anfangself stand. Am 31. Januar 2013 wurde Rabiot bis zum Saisonende an den FC Toulouse ausgeliehen.
Nachdem sein Vertrag in Paris ausgelaufen war, wechselte Rabiot zur Saison 2019/20 ablösefrei zu Juventus Turin in die italienische Serie A. Im Sommer 2023 verlängerte er seinen zum Saisonende auslaufenden Vertrag um ein Jahr bis 30. Juni 2024. Zum 1. Juli 2024 verließ Rabiot Juventus.
Am 17. September 2024 kehrte Rabiot nach Frankreich zurück und schloss sich dem Erstligisten Olympique Marseille an.

### Nationalmannschaft

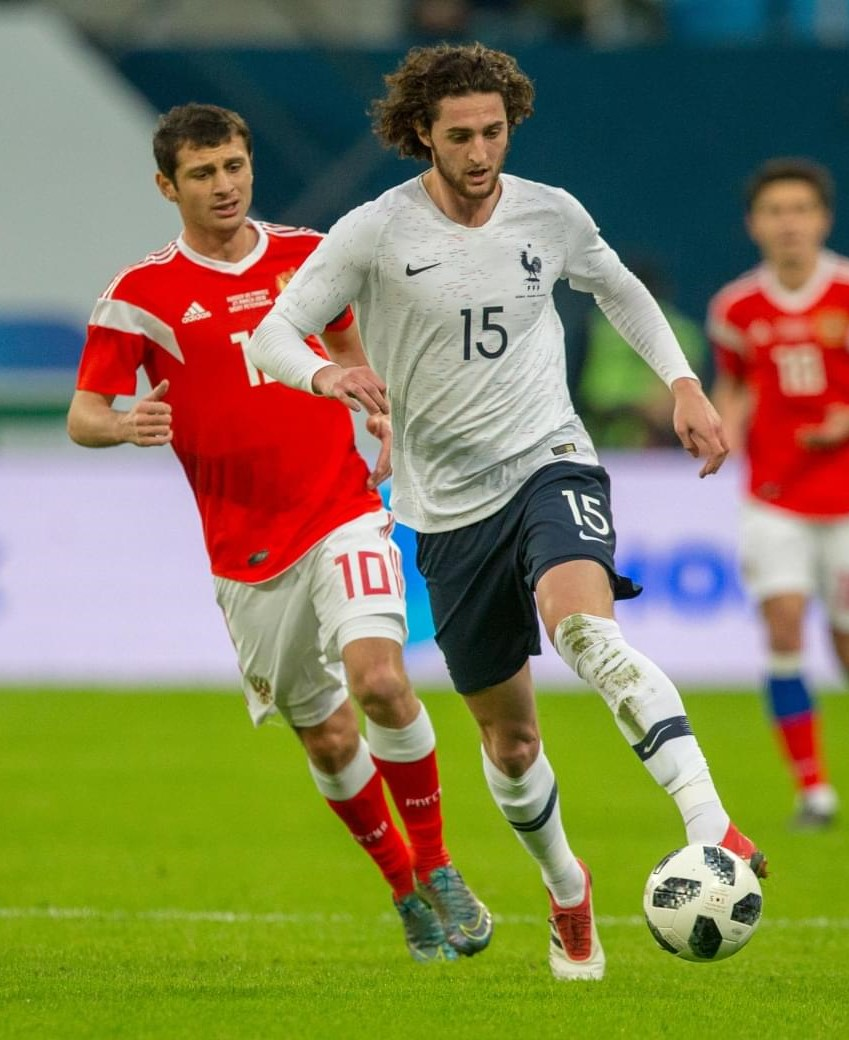
Im Trikot der Nationalmannschaft (2018)

Am 26. Oktober 2010 gab Rabiot sein Debüt für die U-16-Nationalmannschaft Frankreichs, als er bei der 1:2-Niederlage gegen die Niederlande in der Anfangself stand. Sein zweites und letztes Spiel für diese Altersklasse machte er vier Tage später beim 4:0-Sieg gegen Portugal. Dabei wurde er in der 70. Minute für Wylan Cyprien eingewechselt. Am 27. September 2011 debütierte Rabiot für die U-17-Nationalelf der Franzosen. Beim 0:0 gegen die Ukraine wurde er in der 67. Minute für Anthony Martial eingewechselt. Für die U-17 kam er in fünf Spielen zum Einsatz, wobei ihm hierbei kein Torerfolg gelang. Sein letztes Spiel machte er am 6. Februar 2012 gegen England.
Am 6. September 2012 kam Rabiot zu seinem einzigen Einsatz für die U-18-Nationalmannschaft, als er beim 4:1-Sieg gegen Österreich in der Anfangself stand. Ihm gelang hierbei der Treffer zum 1:0. Am 11. Oktober 2012 debütierte Rabiot für die französische U-19-Nationalmannschaft. Beim 2:1-Sieg in der Qualifikation zur U-19-EM 2013 gegen Israel stand er in der Anfangself von Trainer Francis Smerecki.
Am 13. August 2013, im Alter von nur 18 Jahren, hatte Rabiot seinen ersten Einsatz in der französischen U-21-Nationalmannschaft im Spiel gegen Deutschland in Freiburg (0:0).
Rabiot gehörte zum erweiterten Kader der A-Nationalmannschaft für die Europameisterschaft 2016, nahm aber letztendlich nicht am Turnier teil. Sein Länderspieldebüt für die A-Mannschaft gab Rabiot am 15. November 2016 im Spiel gegen die Elfenbeinküste (0:0). Er wurde von Nationaltrainer Didier Deschamps auf die Liste der möglichen Nachrücker für die Weltmeisterschaft 2018 in Russland gesetzt. Dies lehnte er jedoch ab, was im Vorfeld des Turniers zu einer Kontroverse im Umfeld des späteren Weltmeisters führte.
Bei der Europameisterschaft 2021 gelangte er mit dem französischen Kader bis ins Achtelfinale, ehe Frankreich dort gegen die Schweiz im Elfmeterschießen ausschied.
Am 13. November 2021 schoss Rabiot in der Qualifikation zur Weltmeisterschaft 2022 gegen Kasachstan (8:0) sein erstes A-Länderspieltor. Für die anschließende Endrunde gehörte er ebenfalls zur Auswahl des Titelverteidigers; dieser scheiterte erst im Elfmeterschießen des Endspiels gegen Argentinien (3:3 n. V.).
Rabiot war Teil der französischen Mannschaft für die EM 2024. Dort musste man sich im Halbfinale gegen den späteren Europameister Spanien geschlagen geben.

## Titel

### Vereine
Frankreich
- Meister (5): 2014, 2015, 2016, 2018, 2019
- Pokalsieger (4): 2015, 2016, 2017, 2018
- Ligapokalsieger (5): 2014, 2015, 2016, 2017, 2018
- Supercupsieger (4): 2015, 2016, 2017, 2018

Italien
- Meister: 2020
- Pokalsieger: 2021, 2024
- Supercupsieger: 2020

### Nationalmannschaft
- UEFA-Nations-League-Sieger: 2021